# Elezioni primarie del Partito Repubblicano del 1996 (Stati Uniti d'America)
Le elezioni primarie del Partito Repubblicano del 1996 furono lo strumento di selezione attraverso il quale gli elettori del Partito Repubblicano scelsero il loro candidato per le elezioni presidenziali del 1996. Il senatore del Kansas Bob Dole vinse dopo una serie di elezioni primarie e caucus culminati con la Convention Nazionale Repubblicana che si tenne dal 12 al 15 agosto 1996 a San Diego, California.